# Neuroanatomía
La neuroanatomía es el estudio de la estructura y la organización del sistema nervioso.
Se llama neuroanatomía comparada a la ciencia que analiza y compara los sistemas nerviosos de las diferentes especies. Desde los sistemas más simples hasta el de los mamíferos y el hombre.
El primer registro escrito conocido de un estudio de la anatomía del cerebro humano es egipcio, el papiro de Edwin Smith. El siguiente desarrollo importante en neuroanatomía fue de unos mil años más tarde, cuando el griego Alcmeón determinó que el cerebro y no el corazón, como se creía, gobierna al cuerpo y recibe información de los sentidos. Uno de los fundadores de la neuroanatomía moderna fue el descubridor de la neurona, el español Santiago Ramón y Cajal, premio Nobel de medicina o fisiología en 1906.

El cerebro humano.

## División neuroanatómica estructural
El sistema nervioso de los vertebrados está constituido por el cerebro y la médula espinal (el sistema nervioso central o SNC) y por las rutas de los nervios que se conectan con el resto del cuerpo (el sistema nervioso periférico o SNP).
El sistema nervioso central (SNC) consiste en el cerebro, la retina, y la médula espinal, mientras que el sistema nervioso periférico (SNP) se compone de todos los nervios fuera del sistema nervioso central que lo conectan con el resto del cuerpo.
El sistema nervioso central está compuesto de las regiones del cerebro, tales como, por ejemplo, el hipocampo que es crítico para la formación de las memorias.
El sistema nervioso también contiene los nervios, que son haces de fibras que se originan en el cerebro y la médula espinal, y se ramifican varias veces para inervar a cada parte del cuerpo. Los nervios están constituidos principalmente de los axones de las neuronas, junto con una variedad de membranas que recubren los fascículos nerviosos.
El cerebro y la médula espinal están exteriormente protegidos por las estructuras óseas que son el cráneo y la columna vertebral. Interiormente son envueltos por tres membranas: la duramadre, la aracnoides y la piamadre. Además están bañados por el líquido cefalorraquídeo que completa los espacios vacíos y actúa como amortiguador de golpes, entre otras funciones.
Con el fin de precisar las ubicaciones anatómicas se hacen frecuentes referencias a detalles notorios del cerebro como las cisuras y se utilizan planos de orientación o planos de sección que generalmente son «sagital», «transversal» (o «coronal») y «horizontal».
El sistema nervioso central está constituido anatómicamente por:
- Cerebro
- Mesencéfalo
- Protuberancia
- Cerebelo
- Bulbo raquídeo
- Médula espinal (porciones cervical, dorsal, lumbar, sacra y coccígea)
- Nervios craneales I y II

El sistema nervioso periférico está constituido por:
- Nervios craneales III a XII.
- Nervios espinales (entre ellos se destacan 2 plexos: el plexo braquial y el plexo lumbosacro).

El diencéfalo.

## División neuroanatómica funcional
El sistema nervioso periférico se subdivide en el somático y el sistema nervioso autónomo.
El sistema nervioso autónomo también tiene dos subdivisiones: el sistema nervioso simpático (SNS) y el sistema nervioso parasimpático (SNPS), que son importantes para la regulación del cuerpo en las funciones básicas del organismo, tales como el ritmo cardíaco, la respiración, la digestión, el control de temperatura, etc.
El sistema nervioso simpático prepara al cuerpo para actuar en una emergencia, y el sistema nervioso parasimpático dispone al cuerpo para conservar y restablecer energía.

Los cuatro lóbulos.

## Recursos para la investigación neurofuncional
Mucho de lo aprendido procede de observar cómo las «lesiones» de áreas específicas del cerebro afectan al comportamiento u otras funciones.
Nuevos recursos han ido mejorando las posibilidades de observar la situación y los aspectos del funcionamiento cerebral en personas vivas y sanas. La tomografía axial computarizada, la resonancia magnética y los emisores de positrones (PET) son creadores de imágenes sin «invadir» a la persona observada.
Este último, con el auxilio de productos apropiados inyectados, permite observar el grado de actividad de cada zona cerebral en diferentes circunstancias. Así se logra determinar con mayor precisión las zonas involucradas en el razonamiento, la memoria, las emociones como el amor, el miedo, etc., y se conocen los trayectos que realizan los estímulos nerviosos que participan.

## Arquitectura de la médula espinal
Se sitúa dentro del conducto rodeada por las tres meninges y el líquido cefalorraquídeo. La arquitectura de la médula espinal es aproximadamente cilíndrica, y comienza por arriba en el agujero occipital en el cráneo, a donde se continúa con el bulbo raquídeo, y termina por debajo de la región lumbar en forma de huso en el cono medular, desde cuyo vértice se conforma desciende una prolongación piamádrica, formando al filo terminal o filum terminalis.

El cerebelo.

A lo largo del trayecto de la médula espinal se localizan 31 pares de nervios espinales unidos por raíces anteriores o motrices, y raíces posteriores o sensitivas.
La estructura de la médula espinal está compuesta en su porción céntrica por la sustancia gris, y en su periferia por la sustancia blanca.
En un corte transversal se puede observar a la sustancia gris formar una silueta similar al de una mariposa, con sus cordones grises anteriores y posteriores unidas por la comisura gris. La sustancia blanca se divide en cordones blancos anteriores, laterales y posteriores.
La arquitectura de la médula espinal cambia de acuerdo a su posición.

## Encéfalo
Se sitúa en la cavidad craneana y se continúa con la médula espinal a través del agujero occipital. Está rodeado por tres meninges. El encéfalo se divide en tres partes principales, las cuales son:

Tallo cerebral

- Rombencéfalo: encéfalo posterior.
  - Bulbo raquídeo.
  - Protuberancia.
  - Cerebelo.
- Mesencéfalo: encéfalo medio.
  - Tectum y tegmentum.
- Prosencéfalo: encéfalo anterior.
  - Diencéfalo y cerebro.

## Neuroanatomía celular
La base celular del sistema nervioso se compone de neuronas, células gliales, y matriz extracelular. Existen neuronas y células gliales de muchos tipos. Las neuronas son las células de procesamiento de información del sistema nervioso: generan la sensación de nuestro entorno, producen nuestros pensamientos y provocan nuestros movimientos. Se comunican entre sí por medio de señales eléctricas que recorren sus prolongaciones: los axones y las dendritas; las uniones interneuronales se llaman sinapsis y son estructuras complejas. Las células gliales mantienen la homeostasis, la producción de mielina, y brindan apoyo y protección a las neuronas del cerebro. Algunas células gliales (astrocitos) incluso pueden propagar las ondas de calcio intercelular por largas distancias en respuesta a la estimulación y liberar «gliotransmisores» en respuesta a cambios en la concentración de calcio. La matriz extracelular proporciona también apoyo a nivel molecular para las células del cerebro.

## Recursos para la investigación neurocelular
Estos recursos se utilizan en muestras obtenidas en biopsias, necropsias y en animales.
La tinción es una técnica utilizada para mejorar el contraste creando características particulares en las imágenes microscópicas.
En histoquímica utiliza el conocimiento acerca de las propiedades bioquímicas de reacción de los componentes químicos del cerebro, especialmente de las enzimas.
La inmunocitoquímica es un caso especial de histoquímica que utiliza anticuerpos selectivos contra una variedad de epítopos químicas del sistema nervioso. Logra teñir selectivamente tipos particulares de células, fascículos axonales, neuropiles, procesos gliales o vasos sanguíneos, o ciertas proteínas específicas intracitoplasmáticas o intranucleares y otras moléculas inmunogenéticas.
También se recurre a otras técnicas más complejas como la hibridación in situ que usa sondas de ARN, a marcadores codificados genéticamente y a ciertos virus que pueden replicarse en las células cerebrales y en las sinapsis.
Es muy útil la microscopía de electrones en serie (microscopio electrónico).